# 白傘蓋仏頂
白傘蓋仏頂（びゃくさんがいぶっちょう、梵: सितातपतत्रा [Sitātapatrā]、蔵: gdugs dkar mo)は、如来の肉髻（にっけい、頭頂部の椀状の盛り上がり）を神格化した仏の一種、仏頂尊の一尊。シタータパトラー。
三昧耶形は白傘蓋（古代インドで王権の象徴とされた白い日傘）。種子（種子字）はドローン(dhrūṃ)。
姿は、『尊勝仏頂軌巻上』によれば五智宝冠を被り、左手に白傘蓋を乗せた蓮華を持ち、右手は掌を揚げる。
『一字仏頂輪王経巻第一』によれば、体色は金色、左手は胸に当てて白傘蓋を乗せた蓮華を持ち、右手は半開きの蓮華を持つ。
白傘蓋仏頂に捧げられた陀羅尼として、禅宗において多く唱えられる「楞厳咒」が知られる。